# 국방부조사본부
국방부조사본부(國防部調査本部, 영어: Criminal Investigation Command (CIC))는 대한민국 국방부 직속 군범죄 담당기관으로 군사경찰 조직이다. 본부장은 준장이다.

## 연혁
- 1953년 3월 24일, 서울특별시 필동에서 '헌병총사령부'로 창설.
- 1960년 10월 10일, 용산구 후암동에서 '국방부 합동조사대'로 개편.
- 1963년 1월 18일, 중구 남산동으로 이동.
- 1968년 12월 30일 용산구 서빙고동으로 이동.
- 1970년 4월 9일, 서울특별시 용산구 삼각지에서 '국방부 조사대'로 개편.
- 1970년 12월 23일, 용산구 삼각지로 이동.
- 1990년 12월 31일, '국방부 합동조사단'으로 개편.
- 2006년 2월 14일, 국방부 근무지원단 예하 헌병대대, 과학수사연구소, 사망사고 민원조사단을 통합하고 본부 기관으로 개편.[1]
- 2012년 9월, 조사본부 신청사를 개청.
- 2013년 8월 1일, 국방헬프콜(1303) 개설
- 2014년 11월 21일, 국군교도소가 예하 기관이 되었다.[2]
- 2023년 1월 20일, 수사교육단이 창설되었다.[3]

## 구조
| - 기획처 - 범죄정보실 | - 국군교도소 - 과학수사연구소 - 국방헬프콜센터 | - 수사단 - 5개 수사대 - 수사교육단 - 전사망민원조사단 |

## 같이 보기
- 육군수사단
- 해군수사단
- 공군수사단
- 해병대 수사단

## 참고
1. ↑  “국방부 조사본부 창설 기념식·현판식”. 연합뉴스. 2006년 2월 14일. 2017년 3월 1일에 원본 문서에서 보존된 문서. 2016년 4월 14일에 확인함.
2. ↑  김철환 (2014년 11월 23일). “육·해·공군 교정 통합‘국군교도소’ 창설”. 국방일보. 2016년 4월 14일에 확인함.[깨진 링크(과거 내용 찾기)]
3. ↑  박응진 (2023년 1월 20일). “국방부, 軍 최초 수사 전문 교육기관 '수사교육단' 설립”. 뉴스1. 2023년 5월 2일에 확인함.

- 백승구 (2015년 6월). “軍 최고 수사기관, 국방부調査本部 24시”. 조선일보. 2016년 4월 14일에 확인함.